# Moskalówka (Kosów)
Moskalówka (ukr. Москалівка) – dawna wieś, od 1934 część miasta Kosowa na Ukrainie, w obwodzie iwanofrankiwskim. Rozpościera się na południowy zachód od centrum Kosowa, wzdłuż ulicy Irczana.
Dawniej jednostkowa gmina wiejska, za II RP w powiecie kosowskim województwa stanisławowskiego. Liczba mieszkańców w 1921 roku wynosiła 2088. Rozporządzeniem Ministra Spraw Wewnętrznych z dnia 28 marca 1934 gminę Moskalówka włączono do Kosowa.
W Moskalówce urodził się w 1862 roku Roman Jarosewycz – ukraiński działacz społeczny, lekarz, publicysta, polityk radykalny i socjaldemokratyczny.